# 凯撒斯劳滕
是位于德国西南莱茵兰-普法尔茨州中部的一座非县辖城市，也是凯撒斯劳滕县的县治，面积139.74平方千米，2023年12月31日人口为101,486人。凯撒斯劳滕该地区是信息技术和通訊技術中心，同时也是工业城市和大学城。当地5萬名的北約軍事人員居住在本市及其周邊的凯撒斯劳滕县內，每年約替地方經濟注入10億美元的增額，當中的凯撒斯劳滕美军社区是美國海外最大的美國人聚落。
凯撒斯劳滕的历史最早可以追溯到公元前800年凯尔特人在此处的定居。凯撒斯劳滕曾被一条名为劳特河（Lauter）的河流所环绕。1155到1190年间统治神圣罗马帝国的腓特烈一世为这个城市取了现在的名称。其中文意思是“皇帝的劳特河”。腓特烈一世的皇宫遗迹在市政厅的门前仍然可以看到。
德国足球乙级联赛凯撒斯劳滕足球俱乐部位于该市，同时凯撒斯劳滕也是2006年世界杯足球赛的举办城市之一。凯撒斯劳滕距离巴黎459公里，卢森堡159公里。位于国家间的交互区。

## 友好城市
| - 美国 达文波特 - 法國 杜济 - 法國 圣康坦 - 英国 伦敦紐漢區 - 日本 東京都文京区 - 德国 勃兰登堡 - 保加利亚 普列文 |  | - 美国 哥伦比亚 - 丹麦 锡尔克堡 - 葡萄牙 基馬拉斯 - 巴尼亚卢卡 - 北馬其頓 比托拉 - 西班牙 伊瓜拉达 - 英国 罗瑟勒姆 |